# Пољица-Бриг
Пољица-Бриг је насељено место у саставу града Нина, Задарска жупанија, Република Хрватска.

## Историја
До територијалне реорганизације у Хрватској налазио се у саставу старе општине Задар.

## Становништво
На попису становништва 2011. године, насеље је имао 276 становника.